# Shiyakeran
Shiyakeran är en ort i Azerbajdzjan.   Den ligger i distriktet Astara Rayonu, i den sydöstra delen av landet, 220 km söder om huvudstaden Baku. Antalet invånare är 4 789.
Terrängen runt Shiyakeran är platt österut, men västerut är den kuperad. Terrängen runt Shiyakeran sluttar österut. Runt Shiyakeran är det ganska tätbefolkat, med 129 invånare per kvadratkilometer.. Närmaste större samhälle är Lankaran, 17,9 km norr om Shiyakeran.
Omgivningarna runt Shiyakeran är en mosaik av jordbruksmark och naturlig växtlighet.